# Mauritixenus vachoni
Mauritixenus vachoni är en mångfotingart som beskrevs av Nguyen Duy och Bruno Condé 1969. Mauritixenus vachoni ingår i släktet Mauritixenus och familjen penseldubbelfotingar. Inga underarter finns listade i Catalogue of Life.